# 汶川金盏苣苔
汶川金盏苣苔（学名：Isometrum lancifolium var. mucronatum）为苦苣苔科金盏苣苔属下的一个变种。

## 扩展阅读
- 維基物種上的相關：汶川金盏苣苔